# نونية السرير

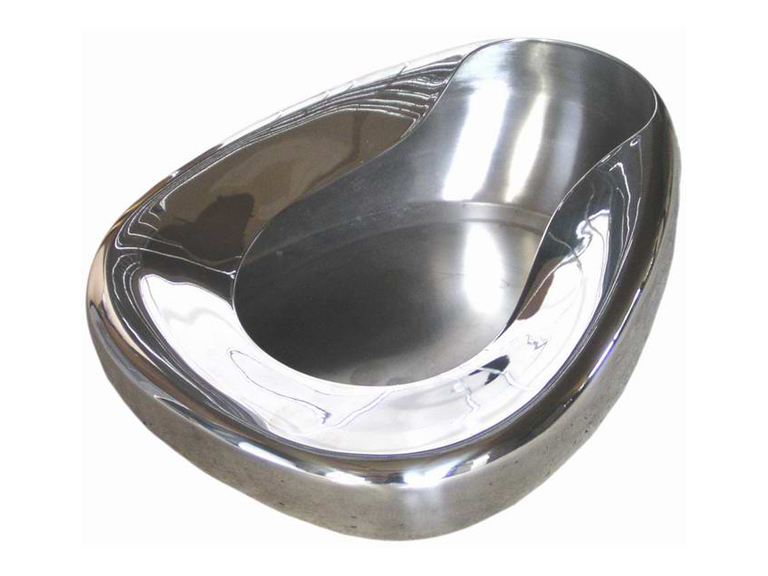
نونية سرير بيضية من فولاذ مقاوم للصدأ

نُونِيَّة السرير وعاءٌ يستخدم لإعانة المريض طريح الفراش في مرفق للرعاية الصحية على التبول أو التبرز في فراشه، يكثر منها المصنوعة من المعدن أو الزجاج أو الخزف أو اللدائن. يمكن أن تحصر العديد من الأمراض المريض في الفراش ما يستلزم استخدام نونية السرير، ومن تلك الأمراض مرض الزهايمر وبَركِنسُن والسكتة الدماغية والخرف، أو لمرض مؤقت أو إصابة أو عملية جراحية.
- قعادة
- مبولة (رعاية صحية) تستخدم لتبول المرضى الذكور